# Tomonaga Shinichirō
Tomonaga Shinichirō (朝永 振一郎, ともなが しんいちろう) (1906-1979) là nhà vật lý người Nhật Bản. Ông giành Giải Nobel Vật lý năm 1965 cùng Julian Schwinger và Richard Feynman nhờ những nghiên cứu cơ bản về điện động học lượng tử và vật lý hạt cơ bản.